# Skin Is Thin
Skin Is Thin eller (The Skin Is Thin) är en sång skriven av Mikael Rickfors och Hasse Huss, och inspelad av Rickfors på 7" singel från 1982 med samma namn. Samt utgiven på albumet Blue Fun från 1983 och en cover version på maxi-singeln Woman & a Child från 1991 som innehåller musik från albumet Judas River.

### Fotnoter
1. ↑  ”Skin is thin / Rickfors, Mikael”. Svensk mediedatabas. 1 januari 1982. https://smdb.kb.se/catalog/id/001883279. Läst 25 augusti 2022.
2. ↑  ”Blue fun / Mikael Rickfors Band”. Svensk mediedatabas. 1 maj 1983. https://smdb.kb.se/catalog/id/001889019. Läst 25 augusti 2022.
3. ↑  ”Woman & a child / Mikael Rickfors”. Svensk mediedatabas. 1 januari 1991. https://smdb.kb.se/catalog/id/001477797. Läst 25 augusti 2022.
4. ↑  ”Judas River / Mikael Rickfors | här kan låtarna från singeln hittas”. Svensk mediedatabas. 1 januari 1991. https://smdb.kb.se/catalog/id/001477812. Läst 25 augusti 2022.